# TAIL WIND
テイルウィンド（TAIL WIND）は、かつて存在した東京都渋谷区代々木に本社を置く、株式会社インターアパレルのアダルトゲームブランドの1つである。別ブランドとして、エロ・抜き・使う　専門ブランドのテイルスキッド（TAIL SKID）とガーゴイル（Gargoyle）が存在した。
2009年9月末TailWindブランド及びTailSkidブランドは、解散したと公式HPで発表された。

## 経緯
2007年3月に解散したキャリエールのスタッフ達が新しく立ち上げたブランドで、ほとんどのスタッフがテイルウィンドに移っていることがスタッフクレジットを見る限りうかがい知れる。2007年9月に『剣乙女ノア』を原画のbomi(ぼみ)を起用し、パートナーブランドからデビューした。『剣乙女ノア』が発売されて4ヶ月という昨今の美少女ゲームの開発としてかなり早いスピードで『Maria 〜天使のキスと悪魔の花嫁〜』をGPミュージアムソフトより発売する。その後キャリエールで発売された『MARIONETTE -糸使い-』のキーアイテム・宝珠の始まりの物語である『MARIONETTE ZERO』をインターアパレルで2008年8月29日発売。ちなみに『MARIONETTE ZERO』では男性声優陣がTVアニメなどで知られている有名な声優を起用しており、一部ではBLゲームと勘違いされている。
ちなみにTAIL WINDとは航空用語で『追風』。業界の新しい追風になる目的で名づけたとのこと(Webページ抜粋)。

## メーカースタンス
テイルウィンド（TAIL WIND）は、『剣乙女ノア』の様に戦う戦闘美少女を中心としたシナリオと演出を重視したブランドコンセプトを持った作品を提供し、テイルスキッド（TAIL SKID）は『エロ・抜き・使う』を基本コンセプトとし、低価格を中心とした様々なエロ的嗜好向け実用性ブランドと棲み分けを行っている。GargoyleはTAIL SKIDと同じく低価格路線だが、HPによるとジャンルにとらわれない自由で実用性の高い作品をと謳っているが、基本はTAIL SKIDと違って多少明るめの萌えエロ系や自社制作ではなく別チームによる制作販売も行っている(『必殺シコキ屋家業』の製作スタッフ参考)。

## TAIL WIND作品一覧
- 2007年春 - 旧キャリエールスタッフが集まり「TAIL WIND」を設立
- 2007年9月28日 - ブランド処女作「剣乙女ノア」を発売しデビューをする。
- 2008年1月25日 - ブランド2作目「Maria 〜天使のキスと悪魔の花嫁〜」を発売
- 2008年8月29日 - ブランド3作目「MARIONETTE ZERO」を発売
- 2009年5月29日 - ブランド4作目「Trample on “Schatten!!” 〜かげふみのうた〜」を発売

## TAIL SKID作品一覧
- 2008年12月19日 - 低価格ソフト1作目「犯ワレルココロ」をTAIL SKIDから発売
- 2009年 4月24日 - 低価格ソフト2作目「M -お姉ちゃんの集中恥療-」をTAIL SKIDから発売

## Gargoyle作品一覧
- 2009年6月26日 - Gargoyle低価格ソフト1作目「まほえっち」を発売
- 2009年7月31日 - Gargoyle低価格ソフト2作目「必殺シコキ屋家業」を発売